# Gustaf Wärnlöf
Gustaf Adolf Wärnlöf, född 7 december 1899 i Göteborg, död 16 januari 1989 i Trosa, var en svensk tecknare. 
Han var son till kontorschefen Johan August Wärnlöf och Helena Larsson och gift med författaren Anna Lisa Appelquist samt far till Lena Wärnlöf och bror till Herbert Wärnlöf. Han blev medarbetare som tecknare vid Göteborgs-Tidningen 1917. Han beviljades ledigt för konststudier i Wien och München 1921–1922. Han var representerad i utställningen Tecknare i pressen som visades på Göteborgs konsthall 1940. Som skämttecknare medverkade han i Söndagsnisse-Strix och som illustratör illustrerade han ett flertal av sin frus böcker samt Svenska turistföreningens årsskrift 1956. Hans konst består av illustrationer och karikatyrteckningar. Han arbetade under signaturerna GustAW, Damasken och GAW.